# Olivträdsalliansen
Olivträdet (italienska: L'Ulivo), sedermera även Olivsträdsalliansen, var namnet på flera olika konstellationer av valallianser mellan 1995 och 2007 bestående av center-vänsterpartier. Allianserna leddes av Romano Prodi.

## Historia

### Regeringen Prodi (1996-1998)
Den 21 april 1996 vann Olivträdet tillsammans med Partito della Rifondazione Comunista (PRC) det italienska valet. Detta resulterade i att Romano Prodi blev premiärminister. Det var också första gången sedan 1946 som Italienska kommunisternas parti, nu en del av Partito Democratico della Sinistra, ingick i landets regering och en av deras ledare, Walter Veltroni, var vice premiärminister. 
Koalitionen 1996 bestod av följande sex partier:
- Partito Democratico della Sinistra (PDS)
- Partito Popolare Italiano (PPI)
- Rinnovamento Italiano (RI)
- Socialisti Italiani (SI)
- Unione Democratica (UD)
- Federazione dei Verdi (Verdi)

Förutom stödet från Partito della Rifondazione Comunista (PRC), som inte ingick i själva alliansen, hade Olivträdet också stöd av ett antal mindre partier, däribland Partito Repubblicano Italiano (PRI) och Südtiroler Volkspartei (SVP).

### Från D'Alema till Rutelli (1998-2004)
Den 9 oktober 1998 föll den första regeringen Prodi till följd av att Partito della Rifondazione Comunista (PRC) upphörde med sitt samarbete med Olivträdet. Sedan den 21 oktober 1998 var Olivträdet kärnan i de följande regeringarna, som leddes av Massimo D'Alema (1998-2000) och Giuliano Amato (2000-2001). När Massimo D'Alema blev premiärminister 1998 var det första gången någonsin i Italien och Europa som en arvinge till den kommunistiska traditionen blev regeringschef.
Den 13 maj 2001 förlorade Olivträdet det allmänna valet. Istället vann Silvio Berlusconi och hans center-högerkoalition Frihetens hus (Casa delle Libertá, CdL).
Koalitionen 2001 bestod av följande sex partier:
- Vänsterdemokraterna (Democratici di Sinistra, DS)
- Prästkragen (DL)
- Italienska kommunisternas parti (PdCI)
- Socialisti Democratici Italiani (SDI)
- Popolari UDEUR (UDEUR)
- Federazione dei Verdi (Verdi)

### Olivsträdslistan och federationen

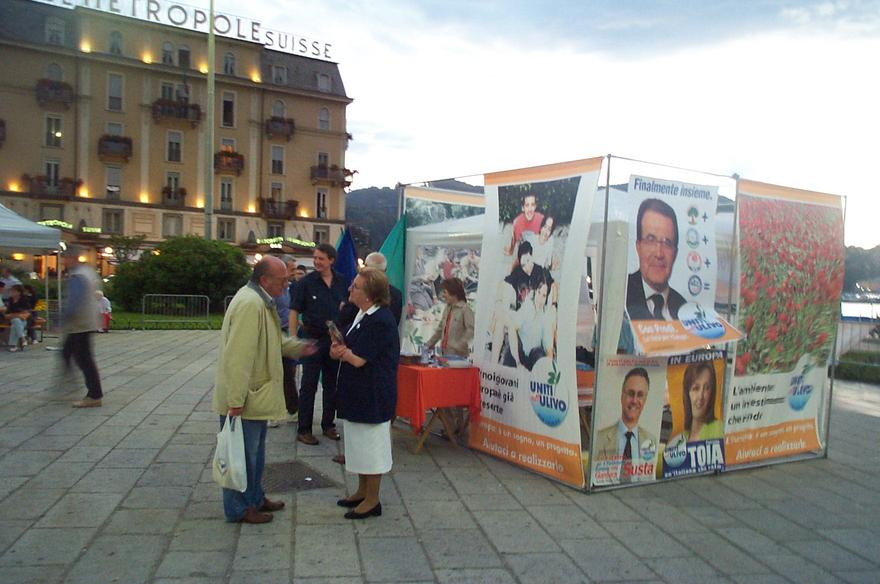
Affischer under valrörelsen inför Europaparlamentsvalet 2004 i Como.

Den 12 juni 2004 deltog Olivträdet i Europaparlamentsvalet som "Enade i Olivträdet" (Uniti nell'Ulivo). Alliansen fick 31,1 % av rösterna. Koalitionen hade nu utvecklats till en mer strikt allians bestående av endast följande fyra partier:
- Vänsterdemokraterna (DS)
- Prästkragen (DL)
- Socialisti Democratici Italiani (SDI)
- Movimento Repubblicani Europei (MRE)

Den 13 september 2004 omvandlades Olivträdet till Olivträdsalliansen, som bestod av samma fyra partier som vid kampanjandet inför Europaparlamentsvalet samma år. Romano Prodi, som det året kom tillbaka till den italienska politik från att ha varit Europeiska kommissionens ordförande i fem år, valdes till ordförande för alliansen, som blev kärnan i den större center-vänsterkoalitionen Unionen.
Den 10 februari 2005, presenterades namnet och logotypen för den bredare valalliansen Unionen. Den bestod av, förutom Olivträdsalliansen, även av
- Partito della Rifondazione Comunista (PRC)
- Italienska kommunisternas parti (PdCI)
- Italia dei Valori (IdV)
- Federazione dei Verdi (Verdi)
- samt några andra mindre partier.

### Bildandet av Demokratiska partiet
Vänsterdemokraterna (DS), Prästkragen (DL) och Movimento Repubblicani Europei (MRE) beslutade att ställa upp i det italienska valet 2006 under en gemensam vallista. Även Italienska demokratiska socialistpartiet (SDI), ett annat parti än Socialisti Democratici Italiani (SDI), deltog i samarbetet. Socialisti Democratici Italiani (SDI), som deltog i Olivträdet 2004, valde att inte delta i den gemensamma vallistan 2006. Istället beslutade partiet att ha en gemensam vallista med Radicali Italiani (RI) och Rosa nel Pugno (RnP) inom ramen för den bredare koalitionen Unionen.
Vänsterdemokraterna och Prästkragen var de främsta drivkrafterna bakom bildandet av det nya partiet Demokratiska partiet, ett projekt som Romano Prodi hade drivit sedan 1995. Partiet grundades den 14 oktober 2007 och Walter Veltroni valdes till partiets första partiledare.